# FMD (DJ)
FMD（エフエムディー、1997年4月10日 - ）は、日本のDJ、音楽プロデューサー。

## バイオグラフィー

### 生い立ち・人物
1997年4月10日に日本北海道で生まれる。生まれて間もなく東京へと家族とともに移った。
オーストラリアの、Knife Partyのアルバム『100% No Modern Talking』を聞き、大いに感銘を受け、2013年からエレクトロニック・ミュージックの世界を志しプロデュースを始める。

### キャリア
2014年にMixcloudのDutch Houseチャートで3位を記録、Dubstepチャートで56位を獲得。
今までに、Zedd、ヘイリー・ウィリアムス、Krewella、スクリレックス、ハードウェル、アリアナ・グランデの楽曲をマッシュアップし、SoundCloudで公開した。
後に、MixcloudでDutch HouseやDubstepチャートを記録し続けた。

## ディスコグラフィ

### マッシュアップ
- Stay The Night VS The Offerings　（2014）
- Dancing With The Devil In Kyoto　（2014）
- Eat Sleep Jump Repeat　（2015）
- Louder Heroes　（2015）
- Greyhound is Fantastic　（2015）
- Break Free of Fire　（2015）
- Bumya Reverie　（2015）
- Buoy Rumors (Unlereased)　（2015）